# Борец новосахалинский
Боре́ц новосахали́нский, или аконит новосахалинский (лат. Aconítum neosachalinénse) — вид рода Борец (Aconitum) семейства Лютиковые (Ranunculaceae). 
Лесной многолетний травянистый стеблекорневой поликарпик. Эндемик Сахалина.

## Название
Видовой эпитет «новосахалинский» является буквальным переводом лат. neosachalinense; вид произрастает на острове Сахалин, а приставка лат. neo- указывает на то, что он описан значительно позднее борца сахалинского (Aconitum sachalinense F.Schmidt, 1868).

## Ботаническое описание
Многолетнее травянистое растение с конусовидным стеблекорнем 2—6 см длиной и 1—3 см толщиной. Стебель высотой 2—3 (до 3,5) м, прямой, в верхней части более-менее изогнутый, толщиной до 3,5 см, резко угловатый или с узкорыловидными рёбрами (особенно в нижней части); вверху опушён короткими согнутыми волосками, внизу голый. 

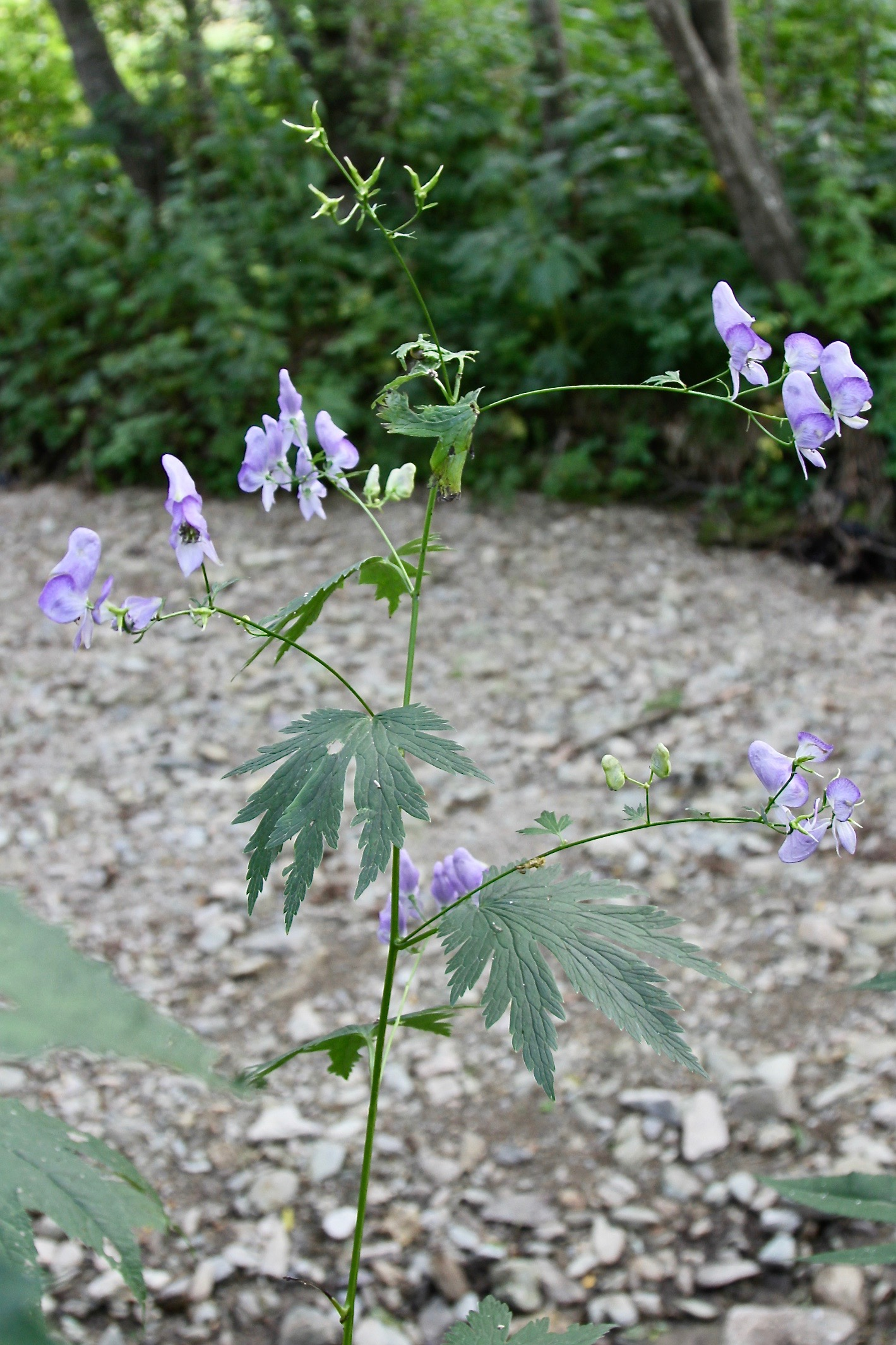
Верхушка цветущего и плодоносящего побега.

Листовые пластинки размером 6—15 × 10—20 см, по форме округло пятиугольные, 3—7-раздельные на ½—¾ своей длины; доли эллиптические, надрезанно-крупнозубчатые; сверху голые, снизу коротко прижато опушённые.
Соцветие — крупная кисть или метёлка с более-менее прямыми веточками, с прямыми или дуговидными многоцветковыми цветоносами. Цветоножки 2—5 см длиной, вверху с крупными трёхраздельными или линейными прицветничками. Все чашелистики цветка фиолетово-синие, на концах часто зеленоватые, по краю реснитчато опушённые. Шлем ширококонусовидный, с хорошо обособленным, направленным вниз носиком, высотой 15—30 мм, шириной 18—28 мм на уровне носика. Боковые чашелистики округло обратнояйцевидные, нижние ланцетные или линейные. Нектарники с сильно вздутой пластинкой шириной 3—6 мм, плавно переходящей в крючковидный или полуспирально изогнутый шпорец 4—7 мм длины. Тычиночные нити голые, в средней части двузубчатые, реже однозубчатые. Завязи в числе 3, голые или с единичными волосками.
Плод из 3 расходящихся листовок.
Цветёт с июля по сентябрь. Плодоносит с августа по октябрь.

## Распространение и экология
Эндемик с ареалом в пределах южной половины острова Сахалин. Самый распространённый вид борца (аконита) в окраинах города Южно-Сахалинск.
Произрастает в широколиственных и смешанных лесах, по берегам рек и ручьев, нередко в ольшаниках и ивняках, среди высокотравья.

## Таксономия
Aconitum neosachalinense H.Lév., 1916, Repert. Spec. Nov. Regni Veg. 7: 101. Вид описан Эктором Левейе по сборам с юга Сахалина.
Вид борец новосахалинский входит в род Борец (Aconitum) трибы Живокостные (Delphinieae) подсемейства Лютиковые (Ranunculoideae) семейства Лютиковые (Ranunculaceae) порядка Лютикоцветные (Ranunculales).
Таксономическая схема в соответствии с Системой APG IV и WFO Plant List по состоянию на сентябрь 2024 года:
|  |                       |  |                                              |                                              |                                         |  | ещё четыре подсемейства (согласно Системе APG IV) | ещё четыре подсемейства (согласно Системе APG IV) |                                           |  |  |  | ещё 2 рода                                                       | ещё 2 рода                |  |  |
|  |                       |  |                                              |                                              |                                         |  | ещё четыре подсемейства (согласно Системе APG IV) | ещё четыре подсемейства (согласно Системе APG IV) |                                           |  |  |  | ещё 2 рода                                                       | ещё 2 рода                |  |  |
|  |                       |  |                                              | семейство Лютиковые                          |                                         |  |                                                   |                                                   | триба Живокостные                         |  |  |  |                                                                  | вид Борец новосахалинский |  |  |
|  |                       |  |                                              | семейство Лютиковые                          |                                         |  |                                                   |                                                   | триба Живокостные                         |  |  |  |                                                                  | вид Борец новосахалинский |  |  |
|  | порядок Лютикоцветные |  |                                              |                                              | подсемейство Лютиковые (Ranunculoideae) |  |                                                   |                                                   | род Борец, или Аконит                     |  |  |  |                                                                  |                           |  |  |
|  | порядок Лютикоцветные |  |                                              |                                              |                                         |  |                                                   |                                                   |                                           |  |  |  |                                                                  |                           |  |  |
|  |                       |  | ещё шесть семейств (согласно Системе APG IV) | ещё шесть семейств (согласно Системе APG IV) |                                         |  |                                                   | ещё восемь триб (согласно Системе APG IV)         | ещё восемь триб (согласно Системе APG IV) |  |  |  | ещё 334 подтверждённых вида и 150 видов, ожидающих подтверждения |                           |  |  |
|  |                       |  |                                              | ещё шесть семейств (согласно Системе APG IV) |                                         |  |                                                   |                                                   | ещё восемь триб (согласно Системе APG IV) |  |  |  |                                                                  |                           |  |  |